# Variation quadratique
En mathématiques, la variation quadratique est utilisée dans l'analyse des processus stochastiques, comme le mouvement brownien et autres martingales. La variation quadratique est un type de variation d'un processus.

## Définition

### Pour un processus quelconque
Si {\displaystyle X_{t}} est un processus stochastique à valeurs réelles défini sur un espace probabilisé {\displaystyle (\Omega ,{\mathcal {F}},\mathbb {P} )} et avec un indice de temps {\displaystyle t} qui parcourt les nombres réels positifs, sa variation quadratique est le processus, noté {\displaystyle [X]_{t}}, défini par :
{\displaystyle [X]_{t}=\lim _{\Vert P\Vert \rightarrow 0}\sum _{k=1}^{n}(X_{t_{k}}-X_{t_{k-1}})^{2}},
où {\displaystyle P} parcourt les subdivisions de l'intervalle {\displaystyle [0,t]} et la norme de la subdivision {\displaystyle P} est son pas. Cette limite, si elle existe, est définie à l'aide de la convergence en probabilité. Un processus peut avoir une variation quadratique finie au sens de la définition ci-dessus, tout en ayant ses parcours presque sûrement de variation quadratique infinie pour tous les {\displaystyle t>0}, au sens classique où l'on prend la borne supérieure de la somme sur toutes les subdivisions ; c'est notamment le cas du mouvement brownien.
Plus généralement, la covariation de deux processus {\displaystyle X} et {\displaystyle Y} est :
{\displaystyle [X,Y]_{t}=\lim _{\Vert P\Vert \to 0}\sum _{k=1}^{n}\left(X_{t_{k}}-X_{t_{k-1}}\right)\left(Y_{t_{k}}-Y_{t_{k-1}}\right)={\tfrac {1}{4}}([X+Y]_{t}-[X-Y]_{t})}.

### Pour une martingale
Avec les mêmes hypothèses, si {\displaystyle X_{t}} est de plus une martingale, alors {\displaystyle X_{t}^{2}} est une sous-martingale (d'après l'inégalité de Jensen conditionnelle). Par décomposition de Doob-Meyer on peut donc écrire de façon unique {\displaystyle X_{t}^{2}=M_{t}+A_{t}} comme la somme d'une martingale {\displaystyle M_{t}} et d'un processus prévisible croissant {\displaystyle A_{t}}. Une définition alternative possible de la variation quadratique (de la martingale {\displaystyle X_{t}}) est alors :
{\displaystyle [X]_{t}:=A_{t}}.
Autrement dit, la variation quadratique de {\displaystyle X_{t}} est le seul processus prévisible croissant {\displaystyle [X]_{t}} tel que {\displaystyle X_{t}^{2}-[X]_{t}} soit une martingale.
On peut montrer que ces deux définitions sont bien sûr équivalentes quand {\displaystyle X_{t}} est une martingale.

## Exemples
La variation quadratique d'un mouvement brownien standard est:
{\displaystyle [X]_{t}=t}